# Genuine Risk
Genuine Risk (1977-2008), est un cheval de course pur-sang. Membre du Hall of Fame des courses américaines, elle est l'une des trois seules pouliches à avoir remporté le Kentucky Derby, créé en 1875.    

## Carrière de course
Genuine Risk débute à 2 ans à Belmont Park, près de New York, par une victoire impressionnante dans un maiden, montée par Jacinto Vásquez, qui sera son partenaire pour la quasi-totalité de sa carrière. Elle enchaîne par une victoire tout aussi saisissante à Aqueduct, puis par un premier "stakes", les Tempted Stakes, qui lui donne le droit d'affronter quelques-unes des meilleures femelles de la Côte Est dans les Demoiselle Stakes. Elle s'y impose d'un nez, mais demeure invaincue à 2 ans.  
En mars 1980, Genuine Risk fait sa rentrée en Floride, à Gulfstream Park et conserve son invincibilité, tout comme à Aqueduct en avril. Il est temps pour elle de s'aligner dans une grande épreuve et ce seront les Wood Memorial Stakes, l'une des principales préparatoires au Kentucky Derby : son entraîneur LeRoy Jolley choisissant d'affronter les mâles plutôt que les pouliches. Le pari est audacieux mais Genuine Risk fait mieux que figurer en terminant troisième non loin de Plugged Nickle, récent vainqueur du Florida Derby, et dont le succès dans les Wood Memorial le place deuxième favori du Derby.  
LeRoy Jolley a de la suite dans les idées. Et de l'audace. Genuine Risk n'a pas été ridicule contre les poulains, mais elle a perdu son invincibilité. Et pourtant il tente le grand saut et présente sa pouliche au départ du Kentucky Derby. Le défi est de taille : depuis Regret en 1915, aucune femelle n'a remporté la "Run for roses", et depuis 65 ans la plupart des éditions ont été un exclusif boy's club, laissant les filles se disputer les Kentucky Oaks. Dans cette édition 1980, les favoris se nomment Rockhill Native, 2 ans de l'année 1979, Plugged Nickle et le Californien Codex, vainqueur du Santa Anita Derby. Genuine Risk est un outsider et crée la surprise, mais c'est une arrivée d'outsiders, les favoris sont tous battus.  
Genuine Risk n'en reste pas là. Elle remet sa couronne en jeu dans les Preakness Stakes contre des mâles comme vexés de l'affront et l'un d'eux, Codex, lui fait payer son outrecuidance en et la devance de près de cinq longueurs. En force : l'arrivée donne lieu à une intense controverse et beaucoup de palabres où l'on s'envoie images vidéos contre photos irréfutables prouvant, ou non, que le poulain a bousculé la pouliche. Mais l'arrivée est maintenue, l'écart à l'arrivée jouant en faveur du vainqueur. L'issue des Belmont Stakes est bien moins polémique, qui voit Genuine Risk s'incliner face à Temperence Hill, qui sera sacré meilleur 3 ans à la fin de l'année. En fin d'année, Genuine Risk renoue avec la victoire dans le Ruffian Handicap face aux seules femelles et obtient naturellement le titre de meilleure 3 ans de l'année. L'année suivante, elle remporte deux des trois courses qu'elle dispute, très facilement, mais une blessure met fin à sa carrière.    
Certes la génération 1977 n'était sans doute pas exceptionnelle. Mais la performance de Genuine Risk n'en reste pas moins hors du commun : avec une victoire et deux deuxièmes places, elle reste la pouliche comptant le meilleur bilan dans les épreuves de la Triple Couronne. Cela valait bien une admission au Hall of Fame des courses américaines, qui lui fut accordée en 1986, et une place dans la liste des 100 meilleurs chevaux de sport hippique américain du XXe siècle établie en 1999 par le magazine The Blood-Horse, où elle figure à la 91ème place.    

### Résumé de carrière
| Date         | Hippodrome      | Pays        | Course               | Statut      | Distance    | Jockey        | Place       | Écart       | Vainqueur ou deuxième |
| 1979, 2 ans  | 1979, 2 ans     | 1979, 2 ans | 1979, 2 ans          | 1979, 2 ans | 1979, 2 ans | 1979, 2 ans   | 1979, 2 ans | 1979, 2 ans | 1979, 2 ans           |
| ------------ | --------------- | ----------- | -------------------- | ----------- | ----------- | ------------- | ----------- | ----------- | --------------------- |
| 30 septembre | Belmont Park    | États-Unis  | Maiden               |             | 1 700 m     | J. Vásquez    | 1er / 11    | 1 ¾         | Remote Ruler          |
| 18 octobre   | Aqueduct        | États-Unis  | Allowance            |             | 1 600 m     | J. Vásquez    | 1er / 8     | 7 ¼         | Going East            |
| 5 novembre   | Aqueduct        | États-Unis  | Tempted Stakes       | Listed      | 1 600 m     | J. Vásquez    | 1er / 9     | 3           | Street Ballet         |
| 17 novembre  | Aqueduct        | États-Unis  | Demoiselle Stakes    | Gr. 2       | 1 800 m     | L. Pincay, Jr | 1er / 7     | nez         | Smart Angle           |
| 1980, 3 ans  |                 |             |                      |             |             |               |             |             |                       |
| 19 mars      | Gulfstream Park | États-Unis  | Allowance            |             | 1 400 m     | J. Vásquez    | 1er / 6     | 2 ½         | Sober Jig             |
| 5 avril      | Aqueduct        | États-Unis  | Handicap Race        |             | 1 600 m     | J. Vásquez    | 1er / 4     | 2 ¼         | Tella Secret          |
| 19 avril     | Aqueduct        | États-Unis  | Wood Memorial Stakes | Gr. 1       | 1 800 m     | J. Vásquez    | 3e / 11     | 2           | Plugged Nickle        |
| 3 mai        | Churchill Downs | États-Unis  | Kentucky Derby       | Gr. 1       | 2 000 m     | J. Vásquez    | 1er / 13    | 1           | Rumbo                 |
| 17 mai       | Pimlico         | États-Unis  | Preakness Stakes     | Gr. 1       | 1 900 m     | J. Vásquez    | 2e / 8      | 4 ¾         | Codex                 |
| 7 juin       | Belmont Park    | États-Unis  | Belmont Stakes       | Gr. 1       | 2 400 m     | J. Vásquez    | 2e / 10     | 2           | Temperence Hill       |
| 10 septembre | Belmont Park    | États-Unis  | Maskette Stakes      | Gr. 2       | 1 600 m     | J. Vásquez    | 2e / 5      | nez         | Bold'n Determined     |
| 27 septembre | Belmont Park    | États-Unis  | Ruffian Handicap     | Gr. 1       | 1 800 m     | J. Vásquez    | 1er / 6     | nez         | Misty Gallore         |
| 1981, 4 ans  |                 |             |                      |             |             |               |             |             |                       |
| 11 avril     | Aqueduct        | États-Unis  | Allowance            |             | 1 400 m     | J. Vásquez    | 1er / 5     | 9 ½         | Back to Stay          |
| 25 mai       | Belmont Park    | États-Unis  | Allowance            |             | 1 700 m     | D. MacBeth    | 2e / 6      | 2           | Smilin' Sera          |
| 10 août      | Saratoga        | États-Unis  | Allowance            |             | 1 400 m     | J. Fell       | 1er / 4     | 8 ¼         | Clown's Doll          |

## Au haras
À l'issue de sa carrière, Genuine Risk est présentée au légendaire Secretariat, vainqueur de la Triple Couronne 1973. Le fruit de cette union aurait fait l'histoire puisque jamais on a vu un poulain né de deux vainqueurs de Kentucky Derby. Mais Genuine Risk, victime d'une dystocie, donne naissance à un poulain mort-né. Alors qu'elle devait rencontrer l'année suivante Nijinsky, un autre lauréat de triple couronne, anglais celui-là, elle est reconduite à Secretariat in 1983, mais reste vide. En tout et pour tout, Genuine Risk, qui avait de grosses difficultés à être fécondée, ne donnera que deux poulains, Genuine Reward en 1993, par Rahy, et Count Our Blessing un fils de Chief Honcho né en 1996. Ils sont tous deux restés inédits. 
Genuine Risk n'est plus saillie à partir de 2000 et finit ses jours au haras de ses propriétaires où elle meurt le 18 août 2008, à 31 ans.  

## Origines
Genuine Risk est une fille de l'excellent étalon Exclusive Native, deux fois tête de liste des étalons américains en 1978 et 1979, père notamment du crack Affirmed, vainqueur de la Triple Couronne 1978. Sa mère Virtuous, une fille de Gallant Man née aux États-Unis, a fait carrière en France où elle a remporté le Prix de la Vallée d'Auge à 2 ans avant de revenir au pays natal, sans succès, et d'y rester pour devenir poulinière. Elle est issue d'une belle souche anglaise, avec des classiques à tous les étages ou presque. Sa mère, Due Respect, est une sœur de Tomy Lee, vainqueur du Kentucky Derby 1959, et sa troisième mère, Iona, deuxième des Oaks et troisième des 1000 Guinées, était la sœur d'Ocean Swell, vainqueur du Derby d'Epsom en 1944 et de l'Ascot Gold Cup l'année suivante. 

### Pedigree
| Origines de Genuine Risk (USA), jument alezane, 1977 | Origines de Genuine Risk (USA), jument alezane, 1977 | Origines de Genuine Risk (USA), jument alezane, 1977 | Origines de Genuine Risk (USA), jument alezane, 1977 |
| ---------------------------------------------------- | ---------------------------------------------------- | ---------------------------------------------------- | ---------------------------------------------------- |
| Père Exclusive Native 1965                           | Raise a Native 1961                                  | Native Dancer                                        | Polynesian                                           |
| Père Exclusive Native 1965                           | Raise a Native 1961                                  | Native Dancer                                        | Geisha                                               |
| Père Exclusive Native 1965                           | Raise a Native 1961                                  | Raise You                                            | Case Ace                                             |
| Père Exclusive Native 1965                           | Raise a Native 1961                                  | Raise You                                            | Lady Glory                                           |
| Père Exclusive Native 1965                           | Exclusive 1953                                       | Shut Out                                             | Equipoise                                            |
| Père Exclusive Native 1965                           | Exclusive 1953                                       | Shut Out                                             | Goose Egg                                            |
| Père Exclusive Native 1965                           | Exclusive 1953                                       | Good Example                                         | Pilate                                               |
| Père Exclusive Native 1965                           | Exclusive 1953                                       | Good Example                                         | Parade Girl                                          |
| Mère Virtuous 1971                                   | Gallant Man 1954                                     | Migoli                                               | Bois Roussel                                         |
| Mère Virtuous 1971                                   | Gallant Man 1954                                     | Migoli                                               | Mah Iran                                             |
| Mère Virtuous 1971                                   | Gallant Man 1954                                     | Majideh                                              | Mahmoud                                              |
| Mère Virtuous 1971                                   | Gallant Man 1954                                     | Majideh                                              | Qurrat-Al-Ain                                        |
| Mère Virtuous 1971                                   | Due Respect 1958                                     | Zucchero                                             | Nasrullah                                            |
| Mère Virtuous 1971                                   | Due Respect 1958                                     | Zucchero                                             | Castagnola                                           |
| Mère Virtuous 1971                                   | Due Respect 1958                                     | Auld Alliance                                        | Brantome                                             |
| Mère Virtuous 1971                                   | Due Respect 1958                                     | Auld Alliance                                        | Iona (famille 1-n)                                   |